# Niguma
Niguma – półlegendarna nauczycielka w tradycji buddyzmu tybetańskiego, zaliczana do dakiń.
Niguma urodziła się w Kaszmirze, w regionie zwanym Ziemią Wielkiej Magii, była siostrą Naropy, a według niektórych przekazów jego partnerką. Według legend dzięki czystej karmie z poprzednich żywotów, miała wizję buddy Buddy Wadżradhary i wyjaśnienia otrzymała bezpośrednio od niego. W jednej chwili osiągnęła ósmy poziom bodhisattwy i stała się dakinią mądrości. Jej uczniem był założyciel buddyjskiej tradycji shangpa kagyu, Khjungpo Naldzior. Od Nigumy pochodzą praktyki zwane "Sześcioma Doktrynami Nigumy" i obok Sześciu Jog Naropy są one jednymi z ważniejszych praktyk w kagyu.